# Nadija Mejcher

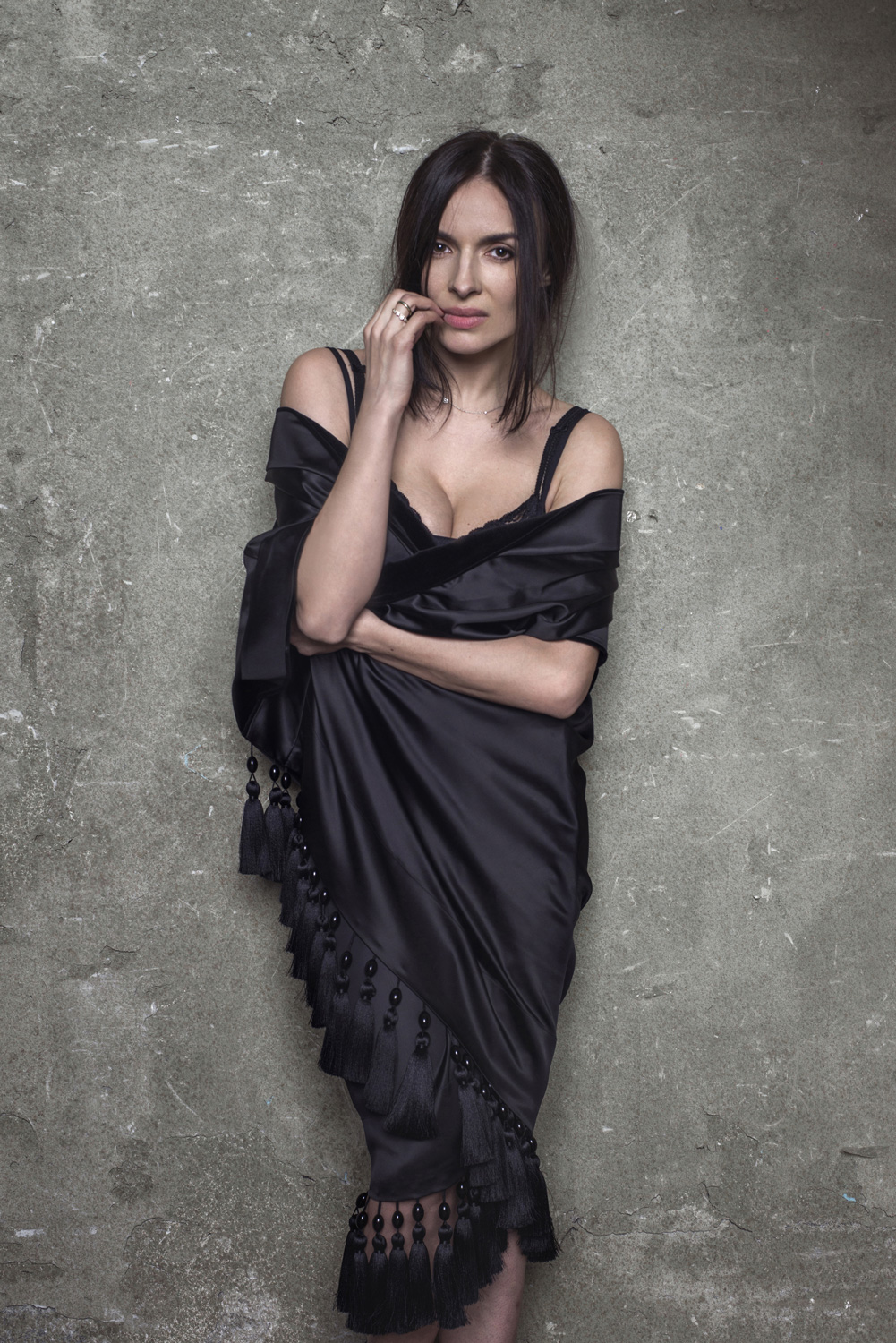
Nadija Mejcher (2016)

Nadija Oleksandriwna Mejcher (ukrainisch Надія Олександрівна Мейхер, Künstlername Nadija Hranowska / Наді́я Грано́вська auch Nadezhda Granovskaya oder Nadija Mejcher-Hranowska; * 10. April 1982 in Sbrutschiwka, Oblast Chmelnyzkyj, Ukrainische SSR) ist eine ukrainische Mezzosopranistin, Schauspielerin, Fernsehmoderatorin und ehemaliges Mitglied der ukrainisch-russischen Girlgroup VIA Gra.

## Leben
Sie kam im Dorf Sbrutschiwka (Збручівка) im Westen der ukrainischen Oblast Chmelnyzkyj, das heute zur Stadtgemeinde von Wolotschysk gehört, als Tochter von Oleksandr Mejcher und Halyna Hranowska (Schtscherba) zur Welt. Als sie vier Jahre alt war, ließen sich ihre Eltern scheiden und sie zog mit ihrer Mutter zu Verwandten nach Wolotschysk. Mit 6 Jahren interessierte sie sich für klassische Musik Tanz und Leichtathletik. Später wurde sie Mitglied einer Amateurband und trainierte tanzen. Nach ihrem Schulbesuch studierte sie in Chmelnyzkyj Musikpädagogik und Choreografie. Nach dem Abschluss nahm sie den Nachnamen Hranowska an und zog nach Kiew, wo sie englisch studierte und  Kindern Tanzunterricht erteilte. Bei einem Konzert von Waleri Meladse in Chmelnyzkyj traf sie dessen Bruder, den zukünftigen Songwriter und Co-Produzenten von VIA Gra Konstantin Meladse. Nach einem Casting wurde sie Mitglied der Girlgroup und wurde mit dieser sehr erfolgreich. Nach einer Babypause im Jahr 2002 verließ sie 2006, auf dem Höhepunkt ihrer Popularität, abermals die Gruppe und begann beim ukrainischen Fernsehsender STB als Moderatorin zu arbeiten und ihr Gesangsstudium fortzusetzen. Im gleichen Jahr zog sie kurzzeitig nach England und nahm in der Ukraine beim Fernsehsender 1+1 bei „Dancing with the Stars“ teil.
2009 publizierte sie ihre Gedichtsammlung Миттєвий потяг Myttjewyj potjah. Zwischen 2009 und 2011 war sie erneut Bandmitglied von VIA Gra.

## Familie
Nadija Mejcher ist seit 2014 verheiratet und Mutter eines Sohnes (* 2002) und zweier Töchter (* 2012, 2015).

## Filmografie
- 2001	Вечори на хуторі біля Диканьки (zu deutsch: Abende auf einem Bauernhof in der Nähe von Dykanky)
- 2002	Попелюшка (zu deutsch: Aschenputtel)
- 2004	Сорочинський ярмарок (Sorotschynskyj jarmarok)
- 2006	Чёрный ангел (zu deutsch: Schwarzer Engel)
- 2006	Дякую тобі за все 2 (zu deutsch: Danke für alles 2)
- 2006	Зоряні канікули (zu deutsch: Star Urlaub)
- 2009	Південне Бутово (zu deutsch: Süd Butowo)
- 2010	Як козаки… (zu deutsch: Wie die Kosaken ...)
- 2014	Ти мене кохаєш? (zu deutsch: Liebst du mich?)